# Lubefu
Lubefu est une localité, chef-lieu de territoire de la province du Sankuru en république démocratique du Congo.

## Géographie
Localisée sur les rives de la rivière Lubefu, elle est traversée par la route RP 808 à 160 km à l'est du chef-lieu provincial Lusambo.

## Administration
Chef-lieu de territoire de 2 037 électeurs recensés en 2018, la localité a le statut de commune rurale de moins de 80 000 électeurs, elle compte 7 conseillers municipaux en 2019.

## Population
Le dernier recensement de la population date de 2012,.
| 1984 | 2004  | 2012  |
| ---- | ----- | ----- |
| -    | 1 692 | 2 136 |